# Weddelbrook
Weddelbrook là một đô thị ở huyện Segeberg, bang Schleswig-Holstein, Đức. Đô thị Weddelbrook có diện tích 14,05 km², dân số thời điểm ngày 31 tháng 12 năm 2006 là 1026 người.